# Dunkle Triade
Die Dunkle Triade oder auch Dunkler Dreiklang (englisch Dark Triad) bezeichnet die Persönlichkeitsmerkmale von Narzissmus, Machiavellismus und subklinischer Psychopathie (also Soziopathie) und ihre Zusammenhänge. Das Konzept wurde von den kanadischen Psychologen Delroy L. Paulhus und Kevin M. Williams im Jahr 2002 geprägt.

## Ausprägungen
Die drei Merkmale werden unterschiedlich und unabhängig voneinander konzeptionalisiert, obwohl es empirische Hinweise auf eine Überlappung gibt. Sie sind mit einem gefühllos-manipulativen interpersonellen Stil verbunden.
Ausprägungen dieser Merkmale wird vor allem in der Personalpsychologie bei der Auswahl und Bewertung von Führungskräften eine besondere Bedeutung zugemessen. Zum einen gelten diese „dunklen Eigenschaften“ der Menschen in der Gesellschaft als unerwünscht, zum anderen scheinen sie in komplexeren Beziehungen zum Berufserfolg zu stehen. Ebenfalls werden sie bei Männern von vielen Frauen als sexuell anziehend empfunden. Die Forschung erfolgt sowohl dimensional (die drei Merkmale können bei einer Person gemeinsam und in bestimmten Kombinationen auftreten und sind unterschiedlich ausgeprägt) als auch typologisch (es werden Personen abgrenzbare Typen zugeordnet). Es geht bei diesem Konstrukt um die subklinischen Formen der Persönlichkeitstypen, also um Persönlichkeitseigenschaften von Menschen, mit denen wir alltäglich verkehren. Es sind „normale“ Eigenschaften, nicht klinisch relevante.

## Die drei Persönlichkeitstypen
Die drei Typen unterscheiden sich vor allem in ihren Strategien und Motiven.
Der Narzisst (hier insbesondere als Grandioser Narzissmus) lässt sich in folgendem Satz beschreiben: „Die anderen sind dazu da, um mich zu bewundern.“ Dieser Persönlichkeitstyp der Dunklen Triade hält sich für etwas Besseres und zeichnet sich vor allem durch Selbstüberhöhung aus. Er ist der Meinung, dass ihm Ruhm zusteht.
Der Machiavellist beschreibt sich in jenem einen Satz: „Der Zweck heiligt die Mittel“.
Personen dieses Typus legen einen manipulativen Verhaltensstil an den Tag. Um seine Ziele zu erreichen, gibt es für den Machiavellisten keine Grenzen. Wenn er mit anderen Menschen zu tun hat, sieht er vor allem ihre Nützlichkeit zur Erreichung seiner Ziele. Er gilt als heuchlerisch, unehrlich, opportunistisch, promisk und extravertiert. Der Machiavellist hat einen Mangel an Empathie und verfolgt rational und kalkulierend seine Ziele, ohne auf andere Rücksicht zu nehmen. Er weiß, was gesellschaftlich als „gut“ angesehen wird, verhält sich aber nur so, wenn es ihm persönlich zum Erfolg verhilft. Im Vergleich zum Narzissten ist der Machiavellist bezüglich seiner Person realistischer. Männer sind häufiger Machiavellisten als Frauen.
Der Psychopath beschreibt sich im Satz: „Der andere als Objekt“. Er zeichnet sich durch seine rücksichtslosen Verhaltensweisen aus. Im Unterschied zu den anderen beiden Persönlichkeitstypen kommt bei ihm hinzu, dass er keine Angst vor Konsequenzen hat, was ihn kaltblütig werden lässt. Personen dieses Persönlichkeitstyps besitzen eine höhere Wahrscheinlichkeit, Straftaten zu begehen. Sein Charakter zeichnet sich vor allem durch hohe Impulsivität und geringe Empathie aus.
Eine Conclusio aus allen dreien ergibt, dass sie alle egoistisch sind und ihr eigenes Wohl über das der anderen erheben. Die drei Typen unterscheiden sich vor allem in ihrer Motivation. Dem Narzissten geht es um Bewunderung, der Machiavellist will seine Ziele erreichen, und dem Psychopathen geht es um die Handlung selbst.
Es gibt sowohl Hinweise dafür, dass die Eigenschaften der Dunklen Triade eine Fehlanpassung an die Gesellschaft darstellen, als auch Vermutungen, dass diese Eigenschaften adaptiv, also vorteilhaft sind.
Machiavellisten können bereits in der Kindheit keine Empathie empfinden und Verhaltensstörungen zeigen.
Antisoziales Verhalten wird vor allem durch Psychopathie vorhergesagt. Narzissmus und Psychopathie gehen mit höheren Werten in Impulsivität und Risikoverhalten einher. Hohe Werte in der Dunklen Triade hängen mit antisozialen Tendenzen wie u. a. Unehrlichkeit, Aggressivität und Gewaltbereitschaft zusammen.
Trotzdem bestehen die Eigenschaften der Dunklen Triade bereits über einen langen Zeitraum und über viele Nationen hinweg, weshalb man sich die Frage stellen muss, ob diese Eigenschaften womöglich auch adaptiv sind. Diese Perspektive nehmen vor allem Evolutionspsychologen ein. Sie betrachten die Eigenschaften als ökologische Nische, die die Personen wählen, um sich der Umwelt anzupassen und Erfolg zu haben. Evolutionspsychologen gehen davon aus, dass auch unerwünschte Verhaltensweisen adaptiv sein können. Die Machiavellisten zum Beispiel haben eine erfolgreiche Strategie entwickelt, sodass sie manipulieren können, um ihre Ziele zu verwirklichen, ohne oft dabei erwischt zu werden. Die Menschen mit Eigenschaften der Dunklen Triade sind zwar unerwünscht, können aber in bestimmten Lebensbereichen sehr erfolgreich sein, wie zum Beispiel in manchen Karrierelaufbahnen oder im sexuellen Leben. Es besteht folglich eine Verbindung zwischen der Dunklen Triade und Eigenschaften wie resilientem Selbstwert, emotionaler Stabilität und sexuellem Erfolg.

## Dunkle Tetrade
In der Psychologie wurde nach der Dunklen Triade als Begriffsableitung zur weiteren Differenzierung auch der Begriff Dunkle Tetrade eingeführt, der neben dem Narzissmus, Machiavellismus und der Psychopathie auch den Sadismus umfasst und deren vier Bestandteile hoch miteinander korrelieren und zusammen eine destruktive und ausbeuterische Persönlichkeitsstrategie bilden.

## Publikationen
- Heidrun Schüler-Lubienetzki, Ulf Lubienetzki: Schwierige Menschen am Arbeitsplatz. Springer, Berlin 2015, ISBN 978-3-662-46441-0, S. 31 ff (2., erweiterte Auflage, Berlin 2017, ISBN 978-3-662-50454-3).
- DARK TRIAD (DIE DUNKLE TRIADE DER PERSÖNLICHKEIT). Auf: psychologie.uni-graz.at; zuletzt abgerufen am 1. Oktober 2016.
- Fanny Jiménez: Warum radikal rücksichtlose Menschen weiter kommen. Auf: WELT.de Stand: 7. Dezember 2015; zuletzt abgerufen am 1. Oktober 2016.
- Lutz Becker: Die dunkle Triade der Macht. Auf: harvardbusinessmanager.de vom 1. Juli 2011; zuletzt abgerufen am 1. Oktober 2016.
- Christina Sagioglou: Hostility: Sensory Triggers, Corresponding Taste Preferences, and its Perseverance in Evaluations of Scientific Misconduct. Innsbruck 2015, OCLC 970539199 (Dissertation Universität Innsbruck 2015, englisch).